# Liste großer Siedlungen in Russland
Dies ist eine alphabetisch geordnete Liste großer Siedlungen in Russland. Sie enthält alle Ortschaften mit einer Einwohnerzahl von mindestens 10.000 (Datengrundlage: Volkszählungen 2010 und 2021), die nicht der Status „Stadt“ (russisch город) besitzen; diese sind in der Liste der Städte in Russland aufgeführt.
In der Liste sind daher Ortschaften folgender Typen enthalten:
- Siedlung städtischen Typs (посёлок городского типа): diese zählen in den russischen Urbanisierungsstatistiken zur Stadtbevölkerung und sind funktional eher an Industrie (Arbeitersiedlung, рабочий посёлок) oder Tourismus gebunden („Kurortsiedlung“, курортный посёлок oder Datschensiedlung, дачный посёлок) als an die Landwirtschaft
- ländliche Ortschaften (сельские населённые пункты) mit den Untertypen:
  - Selo (село, Dorf): tendenziell größeres Dorf, Zentral- oder (teils historisch) Kirchdorf mit administrativer Funktion; seit Sowjetzeiten beispielsweise Sitz eines Dorfsowjets oder einer Kolchose
  - Derewnja (деревня, Dorf): tendenziell kleineres Dorf ohne administrative Funktion oder (historisch) Kirche
  - Staniza (станица): wie Selo, jedoch mit ethnisch-kulturellem Merkmal: überwiegend von Kosaken bewohnt und von diesen gegründet
  - Possjolok (посёлок (сельского типа), Siedlung): oft Neugründungen seit Beginn des 20. Jahrhunderts; dabei funktional eher an die Landwirtschaft gebunden als Siedlungen städtischen Typs

In der alphabetischen Liste ist die Zugehörigkeit zu diesen (Unter-)Typen durch Abkürzungen hinter der russischen Bezeichnung des jeweiligen Ortes angegeben:
- D: Derewnja
- P: Possjolok
- S: Selo
- SST: Siedlung städtischen Typs
- ST: Staniza

Anmerkung: die Abgrenzungen zwischen den einzelnen Untertypen ländlicher Siedlungen sind unscharf. Jede ländliche Siedlung ist offiziell einem der Untertypen zugeordnet. Bei Veränderungen in der Bevölkerungszahl oder Funktion ändert sich aber die Zuordnung oft erst nach längerem Zeitraum oder gar nicht, oft ist sie historisch bedingt. Es gibt in Russland weitere Untertypen ländlicher Siedlungen, jedoch keine diesen zugeordneten Ortschaften mit mindestens 10.000 Einwohnern.
Hinweis: Die deutschsprachige Wikipedia bezieht sich in der Umschreibung der kyrillischen Schrift auf die vom Duden vorgegebene deutsche Transkription (siehe Wikipedia:Namenskonventionen/Kyrillisch).

## A
- Achty (Ахты, S, Republik Dagestan)
- Achtyrski (Ахтырский, SST, Region Krasnodar)
- Afipski (Афипский, SST, Region Krasnodar)
- Aginskoje (Агинское, SST, Region Transbaikalien)
- Aichal (Айхал, SST, Republik Sacha (Jakutien))
- Akbulak (Акбулак, P, Oblast Orenburg)
- Aksubajewo (Аксубаево, SST, Republik Tatarstan)
- Alburikent (Альбурикент, SST, Republik Dagestan)
- Alchan-Kala (Алхан-Кала, S, Republik Tschetschenien)
- Alexandrijskaja (Александрийская, ST, Region Stawropol)
- Alexandrowskoje (Александровское, S, Region Stawropol)
- Alexejewka (Алексеевка, SST, Oblast Samara)
- Alexejewskoje (Алексеевское, SST, Republik Tatarstan)
- Alleroi (Аллерой, S, Republik Tschetschenien)
- Altaiskoje (Алтайское, S, Region Altai)
- Anapskaja (Анапская, ST, Region Krasnodar)
- Anastassijewskaja (Анастасиевская, ST, Region Krasnodar)
- Andrejewka (Андреевка, SST, Oblast Moskau)
- Anna (Анна, SST, Oblast Woronesch)
- Argajasch (Аргаяш, S, Oblast Tscheljabinsk)
- Arsgir (Арзгир, S, Region Stawropol)
- Arti (Арти, SST, Oblast Swerdlowsk)
- Assinowskaja (Ассиновская, ST, Republik Tschetschenien)
- Atamanowka (Атамановка, SST, Region Transbaikalien)
- Atschchoi-Martan (Ачхой-Мартан, S, Republik Tschetschenien)
- Awtury (Автуры, S, Republik Tschetschenien)

## B
- Babajurt (Бабаюрт, S, Republik Dagestan)
- Bagajewskaja (Багаевская, ST, Oblast Rostow)
- Balakirewo (Балакирево, SST, Oblast Wladimir)
- Balesino (Балезино, SST, Republik Udmurtien)
- Barsuki (Барсуки, S, Republik Inguschetien)
- Baschmakowo (Башмаково, SST, Oblast Pensa)
- Batschatski (Бачатский, SST, Oblast Kemerowo)
- Batschi-Jurt (Бачи-Юрт, S, Republik Tschetschenien)
- Belaja Glina (Белая Глина, S, Region Krasnodar)
- Belidschi (Белиджи, SST, Republik Dagestan)
- Belojarski (Белоярский, SST, Oblast Swerdlowsk)
- Bely Jar (Белый Яр, S, Republik Chakassien)
- Bely Jar (Белый Яр, SST, Autonomer Kreis der Chanten und Mansen/Jugra)
- Berjosowka (Берёзовка, SST, Region Krasnojarsk)
- Besentschuk (Безенчук, SST, Oblast Samara)
- Bessonowka (Бессоновка, S, Oblast Pensa)
- Bissert (Бисерть, SST, Oblast Swerdlowsk)
- Blagoweschtschenka (Благовещенка, SST, Region Altai)
- Bogutschany (Богучаны, S, Region Krasnojarsk)
- Bolscheretschje (Большеречье, SST, Oblast Omsk)
- Bolschije Wjasjomy (Большие Вязёмы, SST, Oblast Moskau)
- Borissowka (Борисовка, SST, Oblast Belgorod)
- Borowski (Боровский, SST, Oblast Tjumen)
- Botlich (Ботлих, S, Republik Dagestan)
- Brjuchowezkaja (Брюховецкая, ST, Region Krasnodar)
- Bulanasch (Буланаш, P, Oblast Swerdlowsk)
- Busdjak (Буздяк, S, Republik Baschkortostan)
- Bykowo (Быково, SST, Oblast Moskau)

## C
- Chanskaja (Ханская, ST, Republik Adygeja)
- Chassanja (Хасанья, S, Republik Kabardino-Balkarien)
- Cholmskaja (Холмская, ST, Region Krasnodar)

## D
- Dawydowo (Давыдово, D, Oblast Moskau)
- Dinskaja (Динская, ST, Region Krasnodar)
- Diwnoje (Дивное, S, Region Stawropol)
- Donskoje (Донское, S, Region Stawropol)
- Dschalil (Джалиль, SST, Republik Tatarstan)
- Dygulybgei (Дыгулыбгей, S, Republik Kabardino-Balkarien)

## E
- Ekaschewo (Экажево, S, Republik Inguschetien)
- Elban (Эльбан, SST, Region Chabarowsk)
- Elchotowo (Эльхотово, S, Republik Nordossetien-Alanien)
- Enem (Энем, SST, Republik Adygeja)

## F
- Fjodorowski (Фёдоровский, SST, Autonomer Kreis der Chanten und Mansen/Jugra)
- Frjanowo (Фряново, SST, Oblast Moskau)

## G
- Gechi (Гехи, S, Republik Tschetschenien)
- Geldagan (Гелдаган, S, Republik Tschetschenien)
- Germentschuk (Герменчук, S, Republik Tschetschenien)
- Giaginskaja (Гиагинская, ST, Republik Adygeja)
- Gigant (Гигант, P, Oblast Rostow)
- Goity (Гойты, S, Republik Tschetschenien)
- Golyschmanowo (Голышманово, SST, Oblast Tjumen)
- Gorjatschewodski (Горячеводский, SST, Region Stawropol)
- Gorny (Горный, SST, Region Transbaikalien)
- Gorodischtsche (Городище, SST, Oblast Wolgograd)
- Gramoteino (Грамотеино, SST, Oblast Kemerowo)
- Gribanowski (Грибановский, SST, Oblast Woronesch)

## I
- Iglino (Иглино, S, Republik Baschkortostan)
- Igra (Игра, SST, Republik Udmurtien)
- Ikrjanoje (Икряное, S, Oblast Astrachan)
- Iljinski (Ильинский, SST, Oblast Moskau)
- Ilowlja (Иловля, SST, Oblast Wolgograd)
- Ilski (Ильский, SST, Region Krasnodar)
- Inosemzewo (Иноземцево, SST, Region Stawropol)
- Inskoi (Инской, SST, Oblast Kemerowo)
- Ischejewka (Ишеевка, SST, Oblast Uljanowsk)
- Islamei (Исламей, S, Republik Kabardino-Balkarien)
- Islutschinsk (Излучинск, SST, Autonomer Kreis der Chanten und Mansen/Jugra)

## J
- Jablonowski (Яблоновский, SST, Republik Adygeja)
- Jaiwa (Яйва, SST, Region Perm)
- Jaja (Яя, SST, Oblast Kemerowo)
- Jaschkino (Яшкино, SST, Oblast Kemerowo)
- Jegorlykskaja (Егорлыкская, ST, Oblast Rostow)
- Jelan (Елань, SST, Oblast Wolgograd)
- Jelanski (Еланский, P, Oblast Swerdlowsk)
- Jelisawetinskaja (Елизаветинская, ST, Region Krasnodar)
- Jemeljanowo (Емельяново, SST, Region Krasnojarsk)
- Jessentukskaja (Ессентукская, ST, Region Stawropol)
- Juschny (Южный, SST, Region Altai)

## K
- Kaa-Chem (Каа-Хем, SST, Republik Tuwa)
- Kadui (Кадуй, SST, Oblast Wologda)
- Kajakent (Каякент, S, Republik Dagestan)
- Kalininez (Калининец, P, Oblast Moskau)
- Kalininskaja (Калининская, ST, Region Krasnodar)
- Kamenolomni (Каменоломни, SST, Oblast Rostow)
- Kamskije Poljany (Камские Поляны, SST, Republik Tatarstan)
- Kandry (Кандры, S, Republik Baschkortostan)
- Kanewskaja (Каневская, ST, Region Krasnodar)
- Kantemirowka (Кантемировка, SST, Oblast Woronesch)
- Kantyschewo (Кантышево, S, Republik Inguschetien)
- Karabudachkent (Карабудахкент, S, Republik Dagestan)
- Karymskoje (Карымское, SST, Region Transbaikalien)
- Kasanskaja (Казанская, ST, Region Krasnodar)
- Kassumkent (Касумкент, S, Republik Dagestan)
- Katar-Jurt (Катар-Юрт, S, Republik Tschetschenien)
- Kawalerowo (Кавалерово, SST, Region Primorje)
- Kawkasskaja (Кавказская, ST, Region Krasnodar)
- Kes (Кез, P, Republik Udmurtien)
- Kinel-Tscherkassy (Кинель-Черкассы, S, Oblast Samara)
- Kisljar (Кизляр, S, Republik Nordossetien-Alanien)
- Kletnja (Клетня, SST, Oblast Brjansk)
- Klimowo (Климово, SST, Oblast Brjansk)
- Kolywan (Колывань, SST, Oblast Nowosibirsk)
- Kolzowo (Кольцово, SST, Oblast Nowosibirsk)
- Komsomolski (Комсомольский, SST, Republik Mordwinien)
- Kondratowo (Кондратово, D, Region Perm)
- Konoscha (Коноша, SST, Oblast Archangelsk)
- Kotschenjowo (Коченёво, SST, Oblast Nowosibirsk)
- Kotschubejewskoje (Кочубеевское, S, Region Stawropol)
- Kraskowo (Красково, SST, Oblast Moskau)
- Krasnobrodski (Краснобродский, SST, Oblast Kemerowo)
- Krasnogorski (Красногорский, SST, Oblast Tscheljabinsk)
- Krasnogwardeiskoje (Красногвардейское, S, Region Stawropol)
- Krasnokumskoje (Краснокумское, S, Region Stawropol)
- Krasnoobsk (Краснообск, SST, Oblast Nowosibirsk)
- Krasnooktjabrski (Краснооктябрьский, SST, Oblast Wolgograd)
- Krasnoussolski (Красноусольский, SST, Republik Baschkortostan)
- Krasny Jar (Красный Яр, S, Oblast Astrachan)
- Kriwjanskaja (Кривянская, ST, Oblast Rostow)
- Kriwodanowka (Криводановка, S, Oblast Nowosibirsk)
- Krylowskaja (Крыловская, ST, Region Krasnodar)
- Kugessi (Кугеси, S, Republik Tschuwaschien)
- Kuitun (Куйтун, SST, Oblast Irkutsk)
- Kuleschowka (Кулешовка, S, Oblast Rostow)
- Kulunda (Кулунда, S, Region Altai)
- Kuragino (Курагино, SST, Region Krasnojarsk)
- Kursawka (Курсавка, S, Region Stawropol)
- Kurskaja (Курская, ST, Region Stawropol)
- Kuschtschowskaja (Кущёвская, ST, Region Krasnodar)

## L
- Ladoschskaja (Ладожская, ST, Region Krasnodar)
- Leningradskaja (Ленинградская, ST, Region Krasnodar)
- Leninkent (Ленинкент, SST, Republik Dagestan)
- Lewaschi (Леваши, S, Republik Dagestan)
- Lewokumskoje (Левокумское, S, Region Stawropol)
- Linjowo (Линёво, SST, Oblast Nowosibirsk)
- Ljubinski (Любинский, SST, Oblast Omsk)
- Lokot (Локоть, SST, Oblast Brjansk)
- Lutschegorsk (Лучегорск, SST, Region Primorje)
- Lwowski (Львовский, SST, Oblast Moskau)
- Lyssogorskaja (Лысогорская, ST, Region Stawropol)

## M
- Maima (Майма, S, Republik Altai)
- Mairtup (Майртуп, S, Republik Tschetschenien)
- Malachowka (Малаховка, SST, Oblast Moskau)
- Mamedkala (Мамедкала, SST, Republik Dagestan)
- Marjanskaja (Марьянская, ST, Region Krasnodar)
- Masljanino (Маслянино, SST, Oblast Nowosibirsk)
- Matwejew Kurgan (Матвеев Курган, P, Oblast Rostow)
- Medwedewo (Медведево, SST, Republik Mari El)
- Medwedowskaja (Медведовская, ST, Region Krasnodar)
- Meschduretschenski (Междуреченский, SST, Autonomer Kreis der Chanten und Mansen/Jugra)
- Mesker-Jurt (Мескер-Юрт, S, Republik Tschetschenien)
- Messjagutowo (Месягутово, S, Republik Baschkortostan)
- Mga (Мга, SST, Oblast Leningrad)
- Michailowskoje (Михайловское, S, Region Altai)
- Michnewo (Михнево, SST, Oblast Moskau)
- Mogoitui (Могойтуй, SST, Region Transbaikalien)
- Mokschan (Мокшан, SST, Oblast Pensa)
- Monino (Монино, SST, Oblast Moskau)
- Moschkowo (Мошково, SST, Oblast Nowosibirsk)
- Mostowskoi (Мостовской, SST, Region Krasnodar)
- Mulino (Nischni Nowgorod) (Мулино, P, Oblast Nischni Nowgorod)
- Murmaschi (Мурмаши, SST, Oblast Murmansk)
- Muromzewo (Муромцево, SST, Oblast Omsk)

## N
- Nachabino (Нахабино, SST, Oblast Moskau)
- Nadeschda (Надежда, S, Region Stawropol)
- Nartan (Нартан, S, Republik Kabardino-Balkarien)
- Nawlja (Навля, SST, Oblast Brjansk)
- Nekrassowski (Некрасовский, SST, Oblast Moskau)
- Neslobnaja (Незлобная, ST, Region Stawropol)
- Nesterowskaja (Нестеровская, ST, Republik Inguschetien)
- Nikel (Никель, SST, Oblast Murmansk)
- Nischneje Kasanischtsche (Нижнее Казанище, S, Republik Dagestan)
- Nischnesortymski (Нижнесортымский, P, Autonomer Kreis der Chanten und Mansen/Jugra)
- Nogir (Ногир, S, Republik Nordossetien-Alanien)
- Nogliki (Ноглики, SST, Oblast Sachalin)
- Nowaja Igirma (Новая Игирма, SST, Oblast Irkutsk)
- Nowaja Usman (Новая Усмань, S, Oblast Woronesch)
- Nowoagansk (Новоаганск, SST, Autonomer Kreis der Chanten und Mansen/Jugra)
- Nowoje Dewjatkino (Новое Девяткино, D, Oblast Leningrad)
- Nowokrutschininski (Новокручининский, SST, Region Transbaikalien)
- Nowomichailowski (Новомихайловский, SST, Region Krasnodar)
- Nowominskaja (Новоминская, ST, Region Krasnodar)
- Nowomyschastowskaja (Новомышастовская, ST, Region Krasnodar)
- Nowoorsk (Новоорск, P, Oblast Orenburg)
- Nowopokrowskaja (Новопокровская, ST, Region Krasnodar)
- Nowosergijewka (Новосергиевка, P, Oblast Orenburg)
- Nowospasskoje (Новоспасское, SST, Oblast Uljanowsk)
- Nowotitarowskaja (Новотитаровская, ST, Region Krasnodar)
- Nowy Chuschet (Новый Хушет, S, Republik Dagestan)
- Nowy Gorodok (Новый Городок, SST, Oblast Kemerowo)

## O
- Oktjabrskaja (Октябрьская, ST, Region Krasnodar)
- Oktjabrski (Октябрьский, SST, Oblast Moskau)
- Oktjabrskoje (Октябрьское, S, Republik Nordossetien-Alanien)
- Onochoi (Онохой, SST, Republik Burjatien)
- Ordynskoje (Ордынское, SST, Oblast Nowosibirsk)
- Orlowski (Орловский, P, Oblast Rostow)
- Osjorny (Озёрный, SST, Oblast Twer)
- Otradnaja (Отрадная, ST, Region Krasnodar)

## P
- Pangody (Пангоды, SST, Autonomer Kreis der Jamal-Nenzen)
- Pawlowsk (Павловск, S, Region Altai)
- Pawlowskaja (Павловская, ST, Region Krasnodar)
- Perwomaiski (Первомайский, SST, Oblast Tambow)
- Perwomaiski (Первомайский, SST, Region Transbaikalien)
- Perwomaiski (Первомайский, SST, Oblast Tscheljabinsk)
- Perwomaiski (Первомайский, SST, Oblast Tula)
- Pestschanokopskoje (Песчанокопское, S, Oblast Rostow)
- Petrowskaja (Петровская, ST, Region Krasnodar)
- Plastunowskaja (Пластуновская, ST, Region Krasnodar)
- Platnirowskaja (Платнировская, ST, Region Krasnodar)
- Plessezk (Плесецк, SST, Oblast Archangelsk)
- Plijewo (Плиево, S, Republik Inguschetien)
- Poikowski (Пойковский, SST, Autonomer Kreis der Chanten und Mansen/Jugra)
- Pokrowskoje (Покровское, S, Oblast Rostow)
- Polasna (Полазна, SST, Region Perm)
- Poltawskaja (Полтавская, ST, Region Krasnodar)
- Pospelicha (Поспелиха, S, Region Altai)
- Possjolok imeni Morosowa (Посёлок имени Морозова, SST, Oblast Leningrad)
- Potschinki (Починки, S, Oblast Nischni Nowgorod)
- Praskoweja (Прасковея, S, Region Stawropol)
- Prawdinski (Правдинский, SST, Oblast Moskau)
- Prijutowo (Приютово, SST, Republik Baschkortostan)
- Priwolschski (Приволжский, SST, Oblast Saratow)
- Promyschlennaja (Промышленная, SST, Oblast Kemerowo)
- Psebai (Псебай, SST, Region Krasnodar)

## R
- Rajewskaja (Раевская, ST, Region Krasnodar)
- Rajewski (Раевский, SST, Republik Baschkortostan)
- Rakitnoje (Ракитное, SST, Oblast Belgorod)
- Rasumnoje (Разумное, SST, Oblast Belgorod)
- Redkino (Редкино, SST, Oblast Twer)
- Reftinski (Рефтинский, SST, Oblast Swerdlowsk)
- Rosa (Роза, SST, Oblast Tscheljabinsk)
- Roschtschino (Рощино, SST, Oblast Leningrad)
- Roschtschinski (Рощинский, SST, Oblast Samara)
- Rowenki (Ровеньки, SST, Oblast Belgorod)
- Russki (Русский, S, Region Primorje)

## S
- Sabaikalsk (Забайкальск, SST, Region Transbaikalien)
- Sagopschi (Сагопши, S, Republik Inguschetien)
- Sajukowo (Заюково, S, Republik Kabardino-Balkarien)
- Samarskoje (Самарское, S, Oblast Rostow)
- Samaschki (Самашки, S, Republik Tschetschenien)
- Saprudnja (Запрудня, SST, Oblast Moskau)
- Saraktasch (Саракташ, P, Oblast Orenburg)
- Sawodskoi (Заводской, SST, Republik Nordossetien-Alanien)
- Schachowskaja (Шаховская, SST, Oblast Moskau)
- Schaluschka (Шалушка, S, Republik Kabardino-Balkarien)
- Schamchal (Шамхал, SST, Republik Dagestan)
- Schamchal-Termen (Шамхал-Термен, S, Republik Dagestan)
- Scheksna (Шексна, SST, Oblast Wologda)
- Schelkowskaja (Шелковская, ST, Republik Tschetschenien)
- Scheregesch (Шерегеш, SST, Oblast Kemerowo)
- Scherlowaja Gora (Шерловая Гора, SST, Region Transbaikalien)
- Schilowo (Шилово, SST, Oblast Rjasan)
- Schipunowo (Шипуново, S, Region Altai)
- Schuschenskoje (Шушенское, SST, Region Krasnojarsk)
- Selenginsk (Селенгинск, SST, Republik Burjatien)
- Selentschukskaja (Зеленчукская, ST, Republik Karatschai-Tscherkessien)
- Seljatino (Селятино, P, Oblast Moskau)
- Semender (Семендер, SST, Republik Dagestan)
- Semettschino (Земетчино, SST, Oblast Pensa)
- Sernowodskoje (Серноводское, S, Republik Tschetschenien)
- Sewerskaja (Северская, ST, Region Krasnodar)
- Sibirski (Сибирский, SST, Region Altai)
- Simowniki (Зимовники, P, Oblast Rostow)
- Siwerski (Сиверский, SST, Oblast Leningrad)
- Slawjanka (Славянка, SST, Region Primorje)
- Snamenka (Знаменка, SST, Oblast Orjol)
- Snamenskoje (Знаменское, S, Republik Tschetschenien)
- Sofrino (Софрино, SST, Oblast Moskau)
- Solnetschnodolsk (Солнечнодольск, SST, Region Stawropol)
- Solnetschny (Солнечный, SST, Region Chabarowsk)
- Solnetschny (Солнечный, P, Autonomer Kreis der Chanten und Mansen/Jugra)
- Solnetschny (Солнечный, SST, Region Krasnojarsk)
- Sowetski (Советский, SST, Republik Mari El)
- Srednjaja Achtuba (Средняя Ахтуба, SST, Oblast Wolgograd)
- Staroderewjankowskaja (Стародеревянковская, ST, Region Krasnodar)
- Starokorsunskaja (Старокорсунская, ST, Region Krasnodar)
- Starominskaja (Староминская, ST, Region Krasnodar)
- Staromyschastowskaja (Старомышастовская, ST, Region Krasnodar)
- Staronischesteblijewskaja (Старонижестеблиевская, ST, Region Krasnodar)
- Staroschtscherbinowskaja (Старощербиновская, ST, Region Krasnodar)
- Starotitarowskaja (Старотитаровская, ST, Region Krasnodar)
- Starowelitschkowskaja (Старовеличковская, ST, Region Krasnodar)
- Staryje Atagi (Старые Атаги, S, Republik Tschetschenien)
- Stepnoje (Степное, SST, Oblast Saratow)
- Stroitel (Строитель, P, Oblast Tambow)
- Subowa Poljana (Зубова Поляна, SST, Republik Mordwinien)
- Suchodol (Суходол, SST, Oblast Samara)
- Sunscha (Сунжа, S, Republik Nordossetien-Alanien)
- Suntar (Сунтар, S, Republik Sacha (Jakutien))
- Surchachi (Сурхахи, S, Republik Inguschetien)
- Susun (Сузун, SST, Oblast Nowosibirsk)
- Suworowskaja (Суворовская, ST, Region Stawropol)
- Swetly (Светлый, SST, Oblast Saratow)
- Swetly Jar (Светлый Яр, SST, Oblast Wolgograd)
- Swobody (Свободы, SST, Region Stawropol)

## T
- Talmenka (Тальменка, SST, Region Altai)
- Talowaja (Таловая, SST, Oblast Woronesch)
- Taman (Тамань, ST, Region Krasnodar)
- Tarki (Тарки, SST, Republik Dagestan)
- Tawritscheskoje (Таврическое, SST, Oblast Omsk)
- Tbilisskaja (Тбилисская, ST, Region Krasnodar)
- Tjaschinski (Тяжинский, SST, Oblast Kemerowo)
- Tolbasy (Толбазы, S, Republik Baschkortostan)
- Tomilino (Томилино, SST, Oblast Moskau)
- Towarkowo (Товарково, SST, Oblast Kaluga)
- Tozkoje Wtoroje (Тоцкое Второе, S, Oblast Orenburg)
- Troizkaja (Троицкая, ST, Republik Inguschetien)
- Troizki (Троицкий, P, Oblast Swerdlowsk)
- Troizkoje (Троицкое, S, Region Altai)
- Troizkoje (Троицкое, S, Republik Kalmückien)
- Trudowoje (Трудовое, P, Region Primorje)
- Tschaltyr (Чалтырь, S, Oblast Rostow)
- Tschegdomyn (Чегдомын, SST, Region Chabarowsk)
- Tschegem Wtoroi (Чегем Второй, S, Republik Kabardino-Balkarien)
- Tschekmagusch (Чекмагуш, S, Republik Baschkortostan)
- Tscherdakly (Чердаклы, SST, Oblast Uljanowsk)
- Tscherlak (Черлак, SST, Oblast Omsk)
- Tschernigowka (Черниговка, S, Region Primorje)
- Tschernjanka (Чернянка, SST, Oblast Belgorod)
- Tschernyschewsk (Чернышевск, SST, Region Transbaikalien)
- Tschertkowo (Чертково, P, Oblast Rostow)
- Тschigiri (Чигири, D, Oblast Amur)
- Tschischmy (Чишмы, SST, Republik Baschkortostan)
- Tschugujewka (Чугуевка, S, Region Primorje)
- Tschunski (Чунский, SST, Oblast Irkutsk)
- Tulski (Тульский, SST, Republik Adygeja)
- Tutschkowo (Тучково, SST, Oblast Moskau)

## U
- Udelnaja (Удельная, SST, Oblast Moskau)
- Uljanowka (Ульяновка, SST, Oblast Leningrad)
- Urengoi (Уренгой, SSR, Autonomer Kreis der Jamal-Nenzen)
- Urussu (Уруссу, SST, Republik Tatarstan)
- Uspenskoje (Успенское, S, Region Krasnodar)
- Ust-Abakan (Усть-Абакан, SST, Republik Chakassien)
- Ust-Donezki (Усть-Донецкий, SST, Oblast Rostow)
- Ust-Ordynski (Усть-Ордынский, P, Oblast Irkutsk)
- Utschkeken (Учкекен, S, Republik Karatschai-Tscherkessien)
- Uwa (Ува, SST, Republik Udmurtien)
- Uwelski (Увельский, P, Oblast Tscheljabinsk)

## W
- Wanino (Ванино, SST, Region Chabarowsk)
- Warenikowskaja (Варениковская, ST, Region Krasnodar)
- Wassjurinskaja (Васюринская, ST, Region Krasnodar)
- Wassiljewo (Васильево, SST, Republik Tatarstan)
- Werchnedneprowski (Верхнеднепровский, SST, Oblast Smolensk)
- Wetluschski (Ветлужский, SST, Oblast Kostroma)
- Winsili (Винзили, SST, Oblast Tjumen)
- Wlassicha (Власиха, SST, Oblast Moskau)
- Wolodarski (Володарский, P, Oblast Astrachan)
- Wolokonowka (Волоконовка, SST, Oblast Belgorod)
- Woltschicha (Волчиха, S, Region Altai)
- Worgaschor (Воргашор, SST, Republik Komi)
- Worotynsk (Воротынск, SST, Oblast Kaluga)
- Wurnary (Вурнары, S, Republik Tschuwaschien)
- Wylgort (Выльгорт, S, Republik Komi)
- Wyriza (Вырица, SST, Oblast Leningrad)
- Wysselki (Выселки, ST, Region Krasnodar)
- Wytschegodski (Вычегодский, SST, Oblast Archangelsk)

## Z
- Zelina (Целина, P, Oblast Rostow)
- Zozin-Jurt (Цоцин-Юрт, S, Republik Tschetschenien)